# Adolf Müller (Jesuit)
Adolf Müller (* 6. März 1853 in Paffendorf, Nordrhein-Westfalen; † 12. September 1939 in Essen) war ein deutscher Astronom, Mathematiker und Missionar.

## Leben und Wirken
Adolf Müller studierte von 1871 bis 1879 im Auftrag der Diözese Köln am Collegium Germanicum in Rom. Dort wurde er in Philosophie und Theologie promoviert. Wahrscheinlich in Rom wurde er 1877 zum Priester ordiniert. Am 10. Oktober 1879 trat er in Exaten (in der niederländischen Provinz Limburg gelegen) der Gesellschaft Jesu bei. Da er bereits promoviert hatte und Priester war, bestand sein Noviziat aus einem Jahr Selbststudium in Wijnandsrade. Anschließend wirkte er von 1881 bis 1882 in Blijenbeek. Von 1882 bis 1885 studierte Müller in Kalocsa, Blijenbeek und Stonyhurst Astronomie.
1886 wurde Müller als päpstlicher Legat nach Indien geschickt. Von 1887 bis 1891 leitete er das Seminar in Bombay. Am 2. Februar 1891 wurde er zum Professor für Theologie und Mathematik ernannt. Er lehrte kurze Zeit in Pune und wurde Minister und Katechet des St. Mary College Bombay.
1894 kehrte Müller nach Rom zurück. Dort lehrte er Astronomie und gelegentlich auch Mathematik und Geologie an der Päpstlichen Universität Gregoriana und war zugleich Direktor der Vatikanischen Sternwarte. Am 29. September 1909 wurde Müller zum Rektor des Collegium Germanicum ernannt. Nach Ausbruch des Ersten Weltkrieges war er gezwungen, Rom zu verlassen und seine akademische Laufbahn zu beenden. Müller schrieb Artikel für verschiedene Zeitschriften, insbesondere für die Stimmen aus Maria-Laach. Die restliche Zeit seines Lebens verbrachte er mit seelsorgerlichen Aufgaben: von 1914 bis 1918 im österreichischen Feldkirch, von 1918 bis 1919 in Düsseldorf, von 1919 bis 1922 und erneut von 1927 bis 1931 in Trier, von 1922 bis 1927 in Luxemburg, von 1931 bis 1933 in Dortmund und von 1933 bis 1938 in Bad Godesberg.

## Schriften (Auswahl)
- Nikolaus Copernicus, der Altmeister der neuern Astronomie. Herder, Freiburg im Bresgau 1898 (Digitalisat, Digitalisat).
- Johann Kepler, der Gesetzgeber der neueren Astronomie. Herder, Freiburg im Bresgau 1903.
- Elementi di astronomia ad uso delle scuole e per istruzione privata. Rom 1904.
- Elementi di astronomia. Astrofisica. Astrocronaca. Rom 1906.
- Galileo Galilei und das kopernikanische Weltsystem. Herder, Freiburg im Bresgau 1909.
- Der Galilei-Prozess (1632–1633) nach Ursprung, Verlauf und Folgen. Herder, Freiburg im Bresgau 1909.
- Der Astronom und Mathematiker Georg Joachim Rheticus. Ein berühmter Feldkircher des XVI. Jahrhunderts. In: Vierteljahrsschrift für Geschichte und Landeskunde Vorarlbergs. Neue Folge, Band 2, 1918, S. 1–46 (Digitalisat).
- Sequere Jesum. Regensburg 1920.